# Maria Zervou
Maria Zervou, nata Maria Papadopoulou Zervou (Atene, 18 novembre 1973), è un'attrice, doppiatrice e direttrice del doppiaggio greca.

## Biografia
Maria Zervou è nata nel 1973 da Alkis Zervos e Xenia Zervou. Ha studiato presso la scuola di recitazione "Giorgos Theodosiadis" di Atene. È anche la cugina dell'attrice e soprano Elpiniki Zervou.

## Doppiaggio

### Film
- Mary-Louise Parker in Picchiarello al campo estivo
- Penny Balfour in Arthur e il popolo dei Minimei, Arthur e la vendetta di Maltazard
- Cameron Diaz in Annie - La felicità è contagiosa

### Film d'animazione
- Sandy Cheeks in SpongeBob - Fuori dall'acqua, SpongeBob - Amici in fuga, Saving Bikini Bottom e Plankton - Il film
- Principessa Fiona in Shrek, Shrek 3-D, Shrek 2, Shrek terzo e Shrek e vissero felici e contenti
- Serafina e cameriera in Barbie - La principessa e la povera
- Nani Pelekai in Lilo & Stitch, Provaci ancora Stitch!, Lilo & Stitch 2 - Che disastro Stitch!, Leroy & Stitch
- Maren in Pokémon 2 - La forza di uno
- Mulan (dialoghi) in Mulan II
- Nala   in Il re leone 3 - Hakuna Matata

### Serie televisive
- Erika Fong in Power Rangers Samurai
- Jessica Zucha, Susannah Wetzel, 	Nathan Regan, Maurié Chandler e Mera Baker in Barney
- Camila Bordonaba in Flor - Speciale come te
- Catherine Zeta-Jones in Mercoledì

### Cartoni animati
- Tomoyo Daidouji in Card Captor Sakura
- Chelsea in My Scene
- Kip in Higglytown Heroes - 4 piccoli eroi
- Sharon Spitz in Sorriso d'argento
- Nani Pelekai in Lilo & Stitch
- Mamma Pig, Candy Gatto e Pedro Pony in Peppa Pig